# Adolphe Pacault
 (avril 2025).
Adolphe Pacault, né  le 30 octobre 1918 à Paris et mort le 18 janvier 2008 à Ayguemorte-les-Graves près de Bordeaux,, a été un acteur majeur de la renaissance de la chimie physique française après la Seconde Guerre mondiale.

## Biographie
Mobilisé de 1939 à 1941, il entre ensuite au laboratoire du Professeur Paul Pascal  à la Sorbonne, où il est nommé Attaché de Recherches au CNRS en 1943. Mobilisé à nouveau à la fin des hostilités, il reprend ses travaux[pas clair] et il soutient, en 1946, une thèse de doctorat intitulée Recherches magnétochimiques, dans laquelle il montre notamment le lien existant entre le diamagnétisme des composés aromatiques et la délocalisation électronique des électrons π introduite par les travaux de Linus Pauling. En 1949, il est nommé maître de recherche et, en 1950, il quitte Paris pour Bordeaux où il est nommé professeur de chimie physique à la Faculté des sciences.
Il y crée un laboratoire et poursuit, avec différents élèves venus de Paris (J. Hoarau, A. Marchand, J. Joussot-Dubien), ses travaux sur le diamagnétisme ainsi que sur des sujets variés: propriétés électroniques des noirs de carbone et cinétique de graphitisation de cokes et charbons, également sur les polarisabilités optiques.
En 1963, il crée l’Institut de magnétochimie, laboratoire propre du Centre National de la Recherche Scientifique (CNRS), qui deviendra le Centre de Recherches Paul Pascal. Ce laboratoire va se développer autour de nouveaux axes parmi lesquels les matériaux carbonés (fibres de carbone et matériaux composites, composés d’insertion...), la matière molle (cristaux liquides, microémulsions et colloïdes) et la thermodynamique en dehors de l’état d’équilibre en relation avec les travaux théoriques d’Ilya Prigogine (réactions chimiques oscillantes, structures spatiales).
Adolphe Pacault a introduit l’épistémologie et l'histoire des sciences dans son enseignement et il a joué un rôle précurseur dans le développement de la formation permanente à l’Université de Bordeaux. Il a veillé à diffuser la mémoire scientifique à travers l'enseignement et la sauvegarde d'écrits de scientifiques, ce, afin de participer à la constitution d'une histoire scientifique. Il a lui-même rédigé plusieurs ouvrages de sciences et de vulgarisation scientifique.
Les écrits du professeur Adolphe Pacault sont conservés au sein du Centre de Recherches Paul Pascal, de même que les ouvrages contenus dans sa bibliothèque.
Parallèlement à ses travaux de recherche, convaincu de l’imbrication entre science et technique, il a participé activement à l’amélioration des relations entre chercheurs académiques et industriels dans la même discipline (cofondateur du Groupe Français d’Étude des Carbones, G.F.E.C., créé il y a plus de cinquante ans) ou des liens entre l’université et l’industrie environnante. Il est cofondateur de l’Association pour le Développement de l’Enseignement et des Recherches en Aquitaine, A.D.E.R.A. qu'il préside de 1972 à 1975.

## Distinctions et récompenses
- Lauréat de l’Institut de France (fondation C.A. Girard (1946), prix Cahours (1956))
- Membre correspondant de l’Académie des sciences (1964)
- Chevalier de la Légion d’honneur (1965)
- Médaille d’Argent du Service de Santé des Armées (1967)
- Officier dans l’Ordre national du Mérite (1968)
- Officier dans l’Ordre National du Mérite Ivoirien (1972)
- Prix Georges Skakel décerné par l’American Carbon Committee (1973)
- Commandeur des Palmes académiques (1974)

## Ouvrages
- Éléments de thermodynamique statistique, A. Pacault, Masson, Paris (1963)
- Les Carbones (2 tomes), Masson, Paris (1965), ouvrage collectif sous la direction de A. Pacault.
- Compléments au nouveau traité de chimie minérale (11 volumes), sous la direction de A. Pacault et Guy Pannetier, Masson, Paris (1974)
- À chacun son temps, A. Pacault et C. Vidal, Flammarion, Paris (1975)
- La thermodynamique mot à mot, A. Marchand et A. Pacault, De Boeck (1995)
- Du feu, Hachette Livre, Paris (1995)   (ISBN 2 01 016922 0)
- Rythmes et formes en chimie, A. Pacault et J-J. Perraud, Presses Universitaires de France (1997)   (ISBN 2 13 048107 8)